# Le Cœur fou
Pour plus de détails, voir Fiche technique et Distribution.
Le Cœur fou est un film français réalisé par Jean-Gabriel Albicocco sorti en 1970.

## Synopsis
Un journaliste rencontre une jeune fille pyromane qui séjourne dans un établissement psychiatrique : il l'aide à s'enfuir. Au cours de leur errance, les incendies se multiplient…

## Accueil critique
Lors de sa sortie les critiques adressées au film sont très contrastées. Certaines sont très négatives, telles celles de Louis Chauvet dans Le Figaro « Jean-Gabriel Albicocco doit penser en son for intérieur que cette histoire ne présente aucun intérêt et ne mérité pas d'être contée. Il s'arrange en effet pour que les images soient floues...  L'auteur s'arrange aussi pour que les acteurs crient, vocifèrent, hurlent à l'unisson de telle sorte qu'une heure quarante durant on ne comprend rien à ce qu'ils disent. » ; l'article du Nouvel Observateur est tout aussi vif : «un mouton à cinq pattes, un veau à deux têtes. Une espèce de  Fiancée du pirate photographiée avec le délire visuel du Grand Meaulnes (c'est-à-dire que le moindre décor, le plus calme paysage de Sologne devient un cauchemar dantesque, tordu, filmé par une caméra bourrée de LSD en guise de pellicule). »
D'autres, les plus nombreux,  trouvent qualités et défauts au film comme Tristan Renaud dans les Lettres Françaises « très réussi sur le plan formel le film laisse néanmoins une certaine insatisfaction. C'est à la fois trop et trop peu même si, au niveau des intentions, il fait preuve d'un courage évident. » ; ou encore Jacques Siclier dans Télérama : « il y a là-dedans un sujet intéressant : deux paumés de l'existence, un homme mûr et une jeune fille unis dans la contestation et un désespoir qui les pousse à la destruction. Mais, incapable de maîtriser son goût de l'image alambiquée Jean-Gabriel  Albicoco s'est livrée à des exercices de caméra et de photographie qui détruisent le scénario. »
Il y a enfin les enthousiastes tel le critique de l'Aurore qui écrit « Œuvre d'une grande richesse, en envoûtante, étrange, ou la poésie des images fait oublier, par instants, les sentiments troubles des personnages. Une espèce de petit chef-d'œuvre réalisé par un homme d'une grande sensibilité ».

## Fiche technique
- Titre : Le Cœur fou
- Réalisation : Jean-Gabriel Albicocco, assisté de Michel Leroy et Bernard Queysanne
- Scénario : Jean-Gabriel Albicocco
- Adaptation et dialogues : Pierre Pelegri et Philippe Dumarçay
- Photographie : Quinto Albicocco
- Son : René-Christian Forget
- Musique : Jean-Pierre Bourtayre
- Montage : Georges Klotz
- Décors : Daniel Louradour
- Pays de production :  France
- Durée : 100 minutes
- Date de sortie :
  - France : 24 avril 1970

## Distribution
- Michel Auclair : Serge
- Ewa Swann : Clo
- Madeleine Robinson : Clara
- Brigitte Auber : Cécile
- Jean-Claude Michel : Georges
- Maurice Garrel : Dr Auger
- Daniel Cauchy
- Colette Régis
- Marc Michel
- Serge Sauvion
- Martine Chevallier